# Хартия
Хартията е тънък, плосък материал във формата на лист, използван за писане, рисуване, печатане, пакетиране, почистване и др. Произвежда се чрез пресоването на влажни растителни влакна, съдържащи целулоза. Когато влакната изсъхват те остават слепени обиковено без допълнително свързващо средство, основно благодарение на водородните връзки и донякъде на това, че те са преплетени. За добиването на целулозата най-често използваният материал е дървесна маса от подходящи дървесни видове – с мека дървесина като например смърч, ела, бор, но могат да се използват и други растителни влакна – от памук, лен, коноп и оризова слама. За производството на хартия се използват видовете дървесина от култивирани гори, които са по-точно отпадъчен дървен материал и трудно могат да бъдат употребени за друга цел. Така тази непотребна част от дървения материал се използва като суровина за хартиената промишленост. Втората важна суровина за производството на хартия е рециклиран или вторичен влакнест материал, получен от отпадъчна хартия и използван картон.
Хартията и процесът на производство от целулоза е открит в Китай в началото на II век по време на династията Хан Производството на хартия достига до пределите на средновековна Европа през Ал Андалус (днешна Испания и Португалия) през X век. Подобряването на качеството на хартията по-късно допринася за успеха на Йоханес Гутенберг в създаването на модерното книгопечатане.

## История
Преди изобретението на хартията хората използват най-различни материали – кожи, папирус, бамбук.
Най-старите познати археологически фрагменти, които представляват непосредствен предшественик на съвременните хартия, са от II век пр.н.е. от Китай. Производството на хартия се смята за едно от четирите велики изобретения на Китай. През 105 г. възрастен евнух на име Цай Лун, който служи в двора на династията Хан, изобретява хартията като използва износена рибарска мрежа, кора от черница, влакна от лико и парцали. Тези суровини са евтини и се намират в изобилие. Той ги смесва с вода, прави каша, която после суши и пресова. Според легендата, той наблюдава как птиците правят гнезда и взима идеята оттам. Цай представя изобретението си в двора и то много се харесва. Производството се пази в дълбока тайна дълго време.
Евтините материали позволяват производството на голямо количество хартия. Широката ѝ употреба започва през III век, a през VI век китайците изобретяват тоалетната хартия. По време на династия Тан (618 – 907 г.) хартията се използва за създаване на торбички. По време на династия Сун (960 – 1279 г.) китайците започват да правят хартиени печатни пари. За производството на хартия са използвали лико от липа, дървесна кора, влакна от тропически растения, слама.
Технологията на производство на хартия напуска Китай и достига до Индия. Арабите се срещат с нея, когато завладяват Централна Азия през VIII век и виждат колко е практично да я използват за административни цели: хартията се изработва по-лесно от пергамента, не се напуква като папируса и попива мастилото, което прави записите по-трайни. Първите сведения за това са от Самарканд, по-късно в Багдад и Дамаск. Производството на хартия достига до пределите на средновековна Европа през Ал Андалус (днешна Испания и Португалия) през X век. Именно от тези страни европейците се научават да правят хартия от лен и са изградени първите фабрики за хартия, задвижвани с вода. Подобряването на качеството на хартията за кратко време по-късно допринася за успеха на Йоханес Гутенберг в създаването на модерното книгопечатане. Първата машина за производство на непрекъсната хартия е изобретена и патентована от Никола Луи Робер през 1798 г. През XIX век промишленото производство значително намалява разноските като позволява по-висококачествено и евтино производство на хартия. Така обменът на информация, записана на хартия, допринася за значими културни промени. През 1844 г. независимо един от друг канадският изобретател Чарлз Фенърти и немският Ф.Г. Келер откриват възможност за производство на хартия от дървесни влакна.

## Свойства

### Общи свойства
- Хигроскопичност (реакция на влажността на въздуха)
  - Адсорбция (поемане на влагата)
  - Десорбция (отдаване на влагата)
- Нехомогенност (нееднакво разпределение на съставните части в хартията)
  - Микрониво: ориентиране на влакната, количество пълнители
  - Макронива: формиране
- Анизотропност (зависимост от посоката на съставните части)
  - По посока на изтегляне: голяма здравина
  - Напречно на посоката на изтегляне: висока способност за разтягане
- Двустранност
  - Горна страна: гладка, плътна, с по-голямо съдържание на фини материали
  - Долна страна: груба, порьозна, с по-голямо съдържание на груби материали

Хартията не се разтваря във вода, но при омокряне поема много влага и губи здравината си поради своята хигроскопичност. При изсъхване хартията губи формата си, променя се неравномерно в размерите си и на местата на омокряне се изкривява.
Хартията може да бъде с различна дебелина (маса на един квадратен метър). Материал с маса от 40 до 250 g/m2 се смята за хартия, а над тези стойности за картон.
Около 20% от добивите на дървен материал в света служат за производство на хартия, което е свързано с високо потребление на вода и химикали. Ето защо се обръща все повече внимание на възможностите за вторичната ѝ обработка. В наши дни рециклираната хартия е най-важната суровина за повечето опаковъчни и вестникарски видове, защото спомага за опазване на горите и природата като цяло.

### Физични свойства
- Порестост: Порестостта показва колко въздух може да пропусне една хартия при определено налягане през определена повърхнина.
- Гладкост/Грапавост: има различни методи за измерване.
- Устойчивост на климатични условия
- Абсорбция на масло
- Топлопроводимост
- Съдържание на пепел

### Стареене на хартията
Голяма част от произведените в миналото книги не са съхранени или са запазени в много лошо състояние. Причината е в различни външни влияния, както и насекоми като люспеницата, която като цяло няма вредно влияние в дома.
За да се запазят книгите са разработени различни технологии, които да намалят разрушаващото въздействие на времето върху тях. Днес хартията, която трябва да е устойчива на стареене трябва да изпълнява следните критерии:
- Хартията трябва да бъде направена от 100 % избелена целулоза.
- Трябва да има pH стойности от pH 7,5 до pH 9,9
- Трябва да има съдържание на Калциев карбонат минимум 3 % като допълнителна защита.
- Трябва да има висока устойчивост към оксидиране
- Устойчивостта на скъсване надлъжно и напречно трябва да бъде 350 mN минимум при хартии с маса от 70 g/m².

В Съветския съюз и в Русия например съществуват няколко типа разделяне на хартията, предназначена за печатни произведения. По дълговечност, най-голям живот има хартия № 1 – с най-голямо съдържание на целулоза от 0,8 до 1, на нея са печатани например енциклопедии, събрани съчинения и други, хартия № 2 – по-малко дълговечна със съдържание на целулоза 0,5 – 0,6, на която са печатани основно учебници, и хартия № 3 – най-малко дълговечна със съдържание на 0,35 и по-малко. В зависимост от гладкостта на хартията, тя може да бъде матова (леко гладка), глазирана (малко по-гладка) и тебеширена (най-гладка).
Съгласно стандарт от Германия DIN 6738 от 1999.1., хартията се дели на четири класи на дълговечност.
- LDK 6 – 40 за минимум 50 години.
- LDK 6 – 70 за минимум 100 години
- LDK 12 – 80 за няколкостотин години
- LDK 24 – 85 с най-високи изисквания.

## Производство
Независимо от вида на използваните за производството на хартията влакна, тя може да бъде произвеждана както ръчно така и машинно. За машинното производство през годините е създадена развита хартиена промишленост, произвеждаща хартия, картон и мукава.
Хартията се състои основно от целулоза, влакната на която е от няколко милиметра до няколко сантиметра. Първоначално целулозата се почиства като се освобождава от хемицелулоза, смоли и други части на растителен произход. Получената целулоза се разрежда с много вода и се отделят влакната едно от друго. Получената рядка каша е готов материал и при нейното разпределяне върху едно фино сито, съдържанието на вода е 99%, а при ръчна обработка е 97%. Голяма част от водата се окапва. Ситото трябва да се придвижва така, че влакната да лягат едно върху друго и едно до друго и образуват основата на хартиения лист. Когато хартията изсъхне, повърхността ѝ се затваря с помощта на нишесте, модифицирана целулоза или поливинилов алкохол. Този процес се нарича импрегнация. Това импрегниране става и вътре в материала чрез добавки.
Когато върху ситото се постави една форма или нишка, на това място се отлагат по-малко влакна и в готовата хартия могат да се видят водни знаци като минимум при преглед срещу светлина.

### Суровини
Необходимите за производство изходни суровини могат да се разделят на четири групи:
- Влакнест материал (влакна) като дървесна маса, целулоза, стара хартия, други влакна.
- Импрегниращи вещества като лепила от животински произход (туткали), смоли, парафини и вакси.
- Пълнители: около 30% от състава като каолин, талк, бариев сулфат, тебешир, титаново бяло. Чрез запълването на обемите между влакната тези пълнители правят хартията по-мека и по-гладка и предават гладкост на повърхността на хартията.
- Помощни вещества като оцветители, диспергиращи средства, обезпеняващи средства, коагулатори и свързващи средства.

### Подготовка на полумасата

#### Механична подготовка
- Бяла дървесна маса: Бялата дървесна маса се получава от стрити дървесни стебла. За целта обелени стебла се раздробяват с много вода.
- Кафява дървесна маса се получава при варенето на стеблата в големи казани и след това се раздробяват.
- Термомеханична дървесна маса се получава от отпадъците в дърводобивната промишленост. Обработват се при 130 °С. При това лигниновите свръзки между влакната се разхлабват. Накрая дървените парчета се смилат при добавка на вода.

#### Химична подготовка
Дървесните частици се обработват химически при процеса на варене. Влакната се освобождават при 12 до 15-часово варене от нежеланите съставки на дървесината. Химически дървесината се състои от:
- 40% до 50% от целулоза
- 10% до 15 % от хемицелулоза
- 20% до 30% от лигнин
- 6% до 12% от други органични вещества
- 0,3% до 0,8% неорганични вещества

### Обезцветяване на стара хартия
При премахването на старото мастило от хартията втора употреба се използват химикали (сапуни и натриев силикат) за разтварянето му от влакната на старата хартия. Чрез продухването с въздух на повърхността на кашата се образува пяна, в която се събират остатъците от боята и могат да се отстранят. този метод се нарича флотация.

### Подготовка на готовата хартиена маса
Полумасата се преработва в готова хартиена маса чрез смилане на влакната и смесване. Влакната на материалите на полумасата се разделят по-нататък в рафиниращи пречистващи машини. Полуготовият продукт преминава в рафиниращата машина между валяк с ножове и странично закрепени основни ножове. При това влакната или се нарязват или премачкват. Това зависи от разположението на ножовете. В зависимост от тази обработка получената хартия е мека, обемна и с по-голяма хигроскопичност като попивателната хартия или здрава твърда хартия като например прозрачна хартия за чертане. Освен това влакната могат да се запазят по-дълги или да се скъсят, като при това дългите влакна по-лесно се сплъстяват.

### Машина за производство на хартия
Готовата хартиена маса с концентрация 2,5 – 3,5 % се подава с помощта на помпа от подготовката към смесителния съд и от там влиза в машината за производство на хартия. Предварително масата се разрежда с оборотна вода (до концентрации 0,1 – 0,7 %) и се прекарва след това през очиствателни съоръжения.
Най-разпространен тип машини са тези с плоска хоризонтална мрежа. Машината се състои от мрежова, пресова, сушилна част, каландър и навиване. Готовата хартиена маса изтича непрекъснато върху движещата се в затворен кръг мрежа. Там си извършва изтичане на водата и уплътняване на хартиеното платно. В пресовата част се извърша допълнително отстраняване на водата и уплътнение на хартиеното платно. Окончателното отстраняване на влагата става в сушилната част. След това хартията се навива на устройството за навиване. Възможно е след това хартията да бъде обработена в суперкаландър, предствляващ вертикална батерия от 5 до 8 метални вала. При движението си надолу хартията става по-гладка, уплътнява се и се изравнява по дебелина.

### Опазване на околната среда и рециклиране
При производството на хартия в света особено внимание се обръща на изразходваните за целите на производството прясна вода, дървен материал и енергия. Около 20% от добива на дървесина в света се използва за производство на хартия. От началото на промишленото производство на хартия разходът на вода се явява голям проблем. В първите хартиени мелници разходът на прясна вода е 1200 литра вода на килограм, а благодарение на многократно подобрените методи на производство е спаднал на седем литра на килограм хартия. Само в някои случаи, когато за производството се използва само стара хартия, разходът на прясна вода е намален до нула чрез затваряне на цикъла след обработката на отпадната вода. Заедно с високия разход на вода проблем е и обработката на отпадните води.
Разходът на енергия за производство е 2,5 kWh за килограм хартия.

## Видове хартия
Дали произведената хартия ще бъде класифицирана като такава или като картон зависи от масата ̀и на 1 m² площ и от предназначението и. Ориентировъчните стойности за класификацията са следните:
- хартия – теглото е по-малко от 150 g/m², понякога достига и до 400 g/m²;
- картон – теглото е между 150 и 600 g/m²;
- тежък картон – теглото е над 600 g/m²;

Хартията бива:
- Непромазана. Това е вид хартия с различно качество и свойства, която се използва в листовия печат или печат на формуляри. Съществува разнообразие на непромазана хартия:
  - Офсетова хартия
  - Хартия, при чието производство е използвана макулатура
  - Тънка пощенска хартия (пилюр)
  - Хартия с воден знак
  - Хартия за печат на документи
  - Прозрачна хартия
  - Хартия за струен печат (за струйни принтери)
  - Хартия за електрофотографията
- Промазана хартия. Представлява голямо разнообразие от хартии с хромово покритие различни по качество. Тя от своя страна бива:
  - Двустранно промазана хартия. Хартията е с хромово покритие и се използва за пресъздаване на висококачествени изображения. Използва се за печат с високо качество и контрастност. Съдържа химически стабилизатори, които я правят устойчива на стареене.
  - Хартия без съдържание на дървесна маса. Подходяща е за висококачествен печат, при който се получават изображения с висок контраст.
  - Хартия със съдържание на дървесна маса. Подходяща е за печат на изображения с гланцово покритие и висока степен на белота.
- Специална хартия.
  - Самозалепваща хартия.
  - Каландрирана хартия без съдържание на дървесна маса. Притежава добра печатаемост с всички конвенционални печатащи системи.
  - Промазана хартия с нисък гланц. Подходяща е многоцветен печат, изискващ висока степен на контраст и детайлност.
  - Химизирана хартия. Представлява хартия със специално покритие, което подложено на механичен натиск, създава повече от едно копие, без употребата на индиго. Основният слой обикновено е офсетна хартия с тегло 48 – 55 g/m². Първият лист, в долната си част притежава покритие, което съдържа микрокапсули, които се пукат и освобождават мастилото в тях върху долните листове. Вторият лист е двустранно покрит. Той едновременно приема мастилото и го предава на следващия лист. Третият лист превръща безцветното мастило в отчетлив образ.
- Картон. Отнася се към групите хартии, които имат по-голяма дебелина и маса. Притежават многослойна структура, която увеличава допълнително дебелина и твърдостта на картона. Структурно картонът има няколко слоя – покривен слой, горен слой, вътрешен слой и гръб
- Крафтова хартия. Представлява различни видове хартии, които съдържат минимум 90% сулфатна целулоза. Използват най-вече за производство на амбалажна хартия, опаковъчни торби и опаковки със специално покритие. Отличават се с трайност и здравина. Крафтовата хартия бива:
  - Избелена крафтова хартиа. Получава се от избелена целулоза с високи оптически качества;
  - Неизбелена крафтова хартия. Получава се от неизбелена целулоза с висока здравина;
  - Полуразтеглива хартия. Притежава голяма здравина и висока степен на разтегливост;
  - Структурна хартия;
  - Екструдирана хартия. Използва се за изработване на опаковки на храни прилагани в процеса на производство и търговия. Хартията притежава полиетиленово покритие, което придава устойчивост от външно въздействие и осигурява оптимални условия за опакования продукт за по-дълго време.
  - Специализирани видове крафтова хартия – водоустойчиви, маслоустойчиви, корозоустойчиви и хартии за цветя;
- Микровелпапе. За разлика от плътния картон при еднакво специфично тегло за единица площ микровелпапето има значително по-добра стабилност и по-голямо съпротивление срещу пробиване. Дебелината му се получава от височината на профила и дебелината на хартията на използвания материал.
- Мукава. Това е продукт, получен от рециклирана маса с различна дебелина (0,83 – 3,2 mm) според приложението. Поради това, че в процеса на производство не се прилага избелване, цветът на мукавата е сив. Отвън тя може да бъде покрита с различен вид материал.
- Пергаментова хартия. Хартия на основата на целулоза, която се използва при печене като незалепваща повърхност за еднократна употреба. Нарича се още хартия за печене. Не трябва да се бърка с восъчната (парафинова) хартия.

## Приложения

### Записанеилипечатане, включително на документи, имащи парична стойност
- банкнота
- ценни книги
- билет
- Попивателната е специална хартия с голяма способност за абсорбиране на течност като мастило и използвана в миналото преди масовото използване на химикалката. При използването на мастила в миналото са използвани сух пясък, който да изсушава текста след написването му. Със случайното откриване на попивателната, тя става задължителна част от процеса на писане с мастило. В съвременните условия хартия с подобни качества се използва в козметиката, например за почистване на кожата.

### Заопаковане
- хартиена торба
- амбалажна хартия
- тапет
- кутия

### Започистване
- тоалетна хартия
- носна кърпа

### За хранителни цели
Производството на лек картон с покритие от полиетилен или алуминий прави възможно изработката на леки еднократни съдове за съхранение и консумация.
- Картонени опаковки за хранителни продукти като вино, мляко и други
- Чаши за еднократно ползване за кафе и безалкохолни напитки
- Хартията за печене се използва за предотвратяване на залепването на продукта за печене. Може да се използва до температура от 250 °C. Подобна хартия е опаковъчна хартия за маслени продукти. Тя е напоена с парафин, церазин и други.

### За конструиране и изобразително изкуство
- папиемашето представлява смес от хартия, свързващ материал и минерал като тебешир или глина. За родина на папиемашето се счита Китай, където е и изобретена хартията. Първите открити предмети са древнокитайски доспехи и шлемове. За по-голяма устойчивост са използвани многослойни лакови покрития. По онези времена защитата, осигурявана от тези доспехи е достатъчно надеждна и освен това те са леки и позволяват бързо придвижване на бойците. В Европа папиемашето има голямо значение за изработката на редица предмети преди откриването на бакелита през 1907 г., подобно на много пластмаси днес. В съвременни условия то се използва за изработката на скулптури и маски, които поради възможността да бъдат оцветявани дават големи възможности.
- Хартия за акварели, техниката на акварела е свързана със специални качества на използваната хартия. Тя трябва да е поне с 250 до 300 грама тегло, да попива добре, да има добра текстура и добър външен вид и да не се деформира при рисуване с различни техники. Например има техника, при която хартията се омокря за постигане на особена размита форма на рисунката. Има и вариант с предварително овлажнен лист, поставен хоризонтално върху стъклена подложка. Във всички случаи качествата на хартията и използваната техника пряко влияят на резултата.
- оригами е традиционно древно японско изкуство – създаване на фигури чрез сгъване на листове хартия без употреба на лепило и ножици. Може да бъде съставено от един или повече листове хартия с различни големина, форма, цвят и дебелина в зависимост от желания ефект. По трудност тези произведения на изкуството варират от няколко прости прегъвки до стотици сгъвания.

### За летене
- През Втората световна война в Япония са изработени 10000 бомбени газонепроницаеми балона от хартия с лаково покритие. Заредени са с 5 до 10 kg и са пуснати са да летят по въздушните течения през Тихия океан, като целта е при достигане на територията на САЩ да се спуснат на земята. Военният резултат от тях е практически нулев.
- При моделирането на самолети се използва хартия, която се поставя на предварително изработена профилна конструкция и след това се обмазва и се постига стягане и получаване на гладка и здрава повърхност.
- Изработка на хартиени самолети като се изработват подобна на самолети форми.

### За технически цели
- Картон покрит с пластмасовото покритие, както и с един алуминиев междинен слой може да се използва за изработка на опаковки, в които могат да се съхраняват течности като сокове, мляко и други.
- Филтърна хартия за изработка на въздушни филтри за прахосмукачки, за моторни превозни средства, за осигуряване на чистотата на въздуха в чисти стаи, за филтриране на различни напитки като кафе, за биологични или медицински цели като например за подложка в блюдо на Петри, където служи не за филтър, а за база запазване на влажността на физиологични разтвори и е изработена в кръгла форма като блюдото.
- При изработката на електролитни кондензатори хартията служи за изолатор и носител на течния електролит.
- Изолационна хартия при производството на високоволтови кабели и трансформатори.
- Цигарена хартия
- Термохартия
- Гипсокартон представлява панел за строителни цели, изработен от гипс поставен между два слоя картон.
- Шкурка – технически материал, който може да бъде и хартиена основа с покритие от абразивен материал.
- Гетинакс – представлява електроизолационен слоест пресован материал, който има за основа хартия (картон), пропита с фенолна или епоксидна смола. Използван е в миналото за производство на печатни платки, както и за изработка на фрезови детайли за електромеханични устройства.

### За текстил
Хартията може да се използва за изработка на текстилни изделия или директно, или като се нареже на ленти, те се усучат и изтъкат като текстилни изделия.

## Производство в България
В България съществуващите предприятия за хартия произвеждат основно картон и велпапе за опаковки, тоалетна хартия и хартия за домакински нужди, както и целулоза. Най-големите предприятия са „Дуропак Тракия“ АД, „Монди Стамболийски“ ЕАД, „Свилоцел“ ЕАД, „Дунапак Родина“, „Костенец ХХИ“, „Белово Пейпър Мил“ и други. Изнася се и суровина под формата на химична дървесна маса.

## Отражение в изкуството
През 1953 година Рей Бредбъри създава произведението си 451 градуса по Фаренхайт. Романът е дистопия и описва тоталитарно общество, което насърчава масовата култура и потребителското мислене, а книгите са забранени и подлежат на изгаряне. Доживотната страст на Бредбъри към книгите започва още през ранните му години. Той е ужасен от това, че е възможно книги да бъдат изгаряни. Заглавието на романа идва от идеята, че температурата на самозапалване на хартията е 451 °F (233 °C). Вероятно при проучването си Бредбъри е получил неточна информация, вероятно от пожарникаря, който го е консултирал. Според източник действителната температура е 451 °С.. В действителност различните източници дават различни стойности на тази температура в широки граници в зависимост от качеството на хартията – най-ниска за вестникарската хартия и висока при висококачествената луксозна хартия.